# Pau Casals i Defilló
Pau Casals i Defilló   (el Vendrell, 29 de desembre de 1876 - San Juan, 22 d'octubre de 1973) fou un violoncel·lista, pedagog, director i compositor musical català. La seva gran contribució al món de la música va ser la innovació en la interpretació amb el violoncel que, més tard, va ser adoptada per tots els violoncel·listes del món. La seva interpretació d'El cant dels ocells ha esdevingut un símbol de pau i llibertat arreu del món, i de manera molt més significativa dins del modernisme català. Promogué fundacions per a l'impuls i la divulgació de la música.
Pau Casals ha estat un dels violoncel·listes amb més talent del segle xx. Reconegut internacionalment com un dels millors intèrprets i directors d'orquestra del seu temps, continua avui dia sent una icona musical de referència.
Com a violoncel·lista va aportar canvis innovadors en l'execució del violoncel, que va convertir en un gran instrument solista. Com a director i mestre, buscava igualment la profunditat expressiva, l'essència musical que ell aconseguia amb el violoncel. Fritz Kreisler el va definir com «el rei de l'arquet» i Eugene Ormandy va dir de Pau Casals: «No és solament el més gran violoncel·lista, sinó possiblement el músic viu més extraordinari del món».

## Biografia

### El primer violoncel

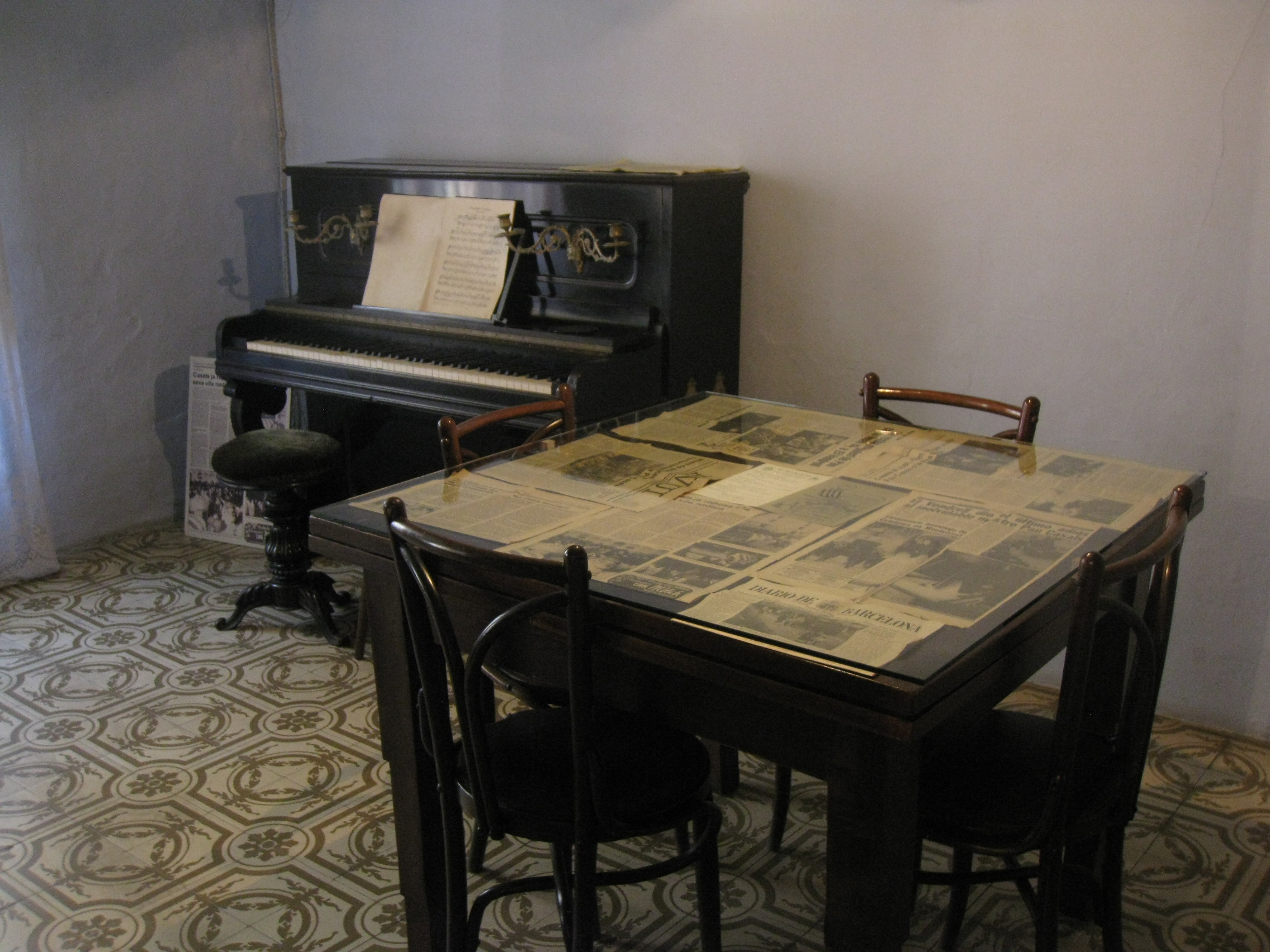
Piano de la casa nadiua de Pau Casals al Vendrell

Pau Casals va néixer el 29 de desembre de 1876 al Vendrell (Baix Penedès), fill del català Carles Casals Riba i de la porto-riquenya Pilar Defilló. Des de la infantesa va mostrar una gran sensibilitat per la música. Als cinc anys ja estudiava piano, flauta i violí gràcies al seu pare, músic, que li va transmetre els primers coneixements musicals. En aquesta edat dugué a terme la seva primera actuació musical, al cor de l'església del Vendrell, i als sis anys va fer la primera composició: un regal per al seu padrí el dia del seu sant. El 1883, amb l'ajut del seu pare, va compondre una partitura per a una representació dels Pastorets.
L'any 1885 Casals va quedar impressionat davant l'actuació dels pallassos Los tres bemoles, un dels quals tocava còmicament una pipa enorme que tenia forma de violoncel. Aquesta actuació dels pallassos —Casals no havia vist mai un instrument de corda que es toqués en aquella posició— juntament amb el recital de violoncel que el professor Garcia de Barcelona va fer al Centre Catòlic del Vendrell, feu que Pau Casals prengués una determinació sobre la seva vocació: seria violoncel·lista. A la fi del recital del professor Garcia, va demanar als seus pares un violoncel, però no li'n van comprar, ja que tenia molts instruments. En veure la il·lusió que li feia, però, el seu padrí, Peret Barber, juntament amb el seu pare, li'n van construir un amb una carabassa, després hi posaren unes cordes i en acabar una capa de pintura.

### Estudis a Barcelona

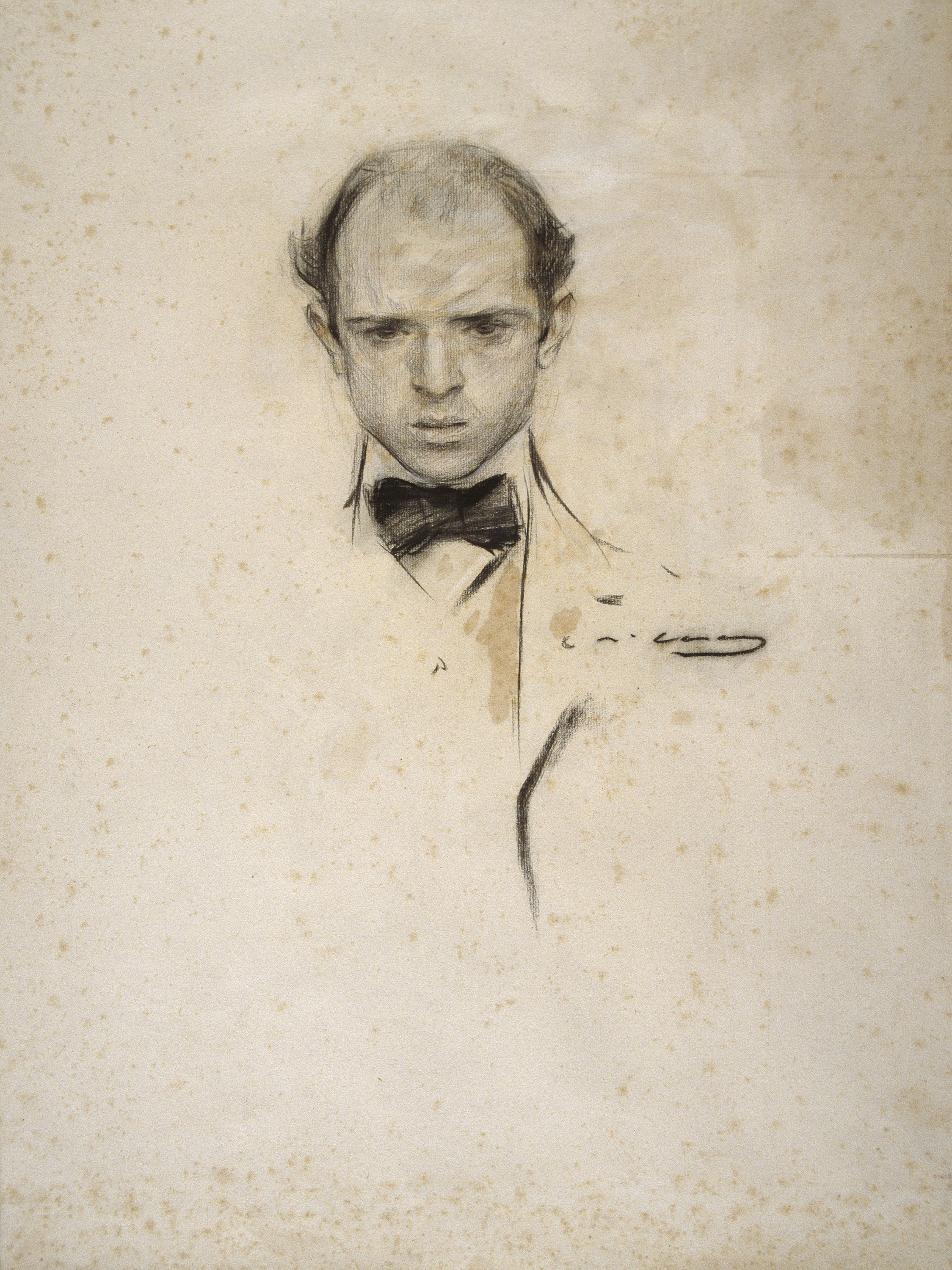
Un jove Pau Casals vist per Ramon Casas (MNAC)

Matriculat a l'Escola Municipal de Música de Barcelona, s'allotjà a casa d'uns parents per tal de poder assistir amb regularitat a l'escola. Va estudiar violoncel sota la direcció de Josep Garcia i Jacot i amb Josep Rodoreda com a professor de composició. Gràcies als seus coneixements musicals previs, va aprendre amb molta rapidesa sense adaptar-se, però, a la forma convencional de tocar el violoncel, cosa que li feu desenvolupar-ne una de pròpia.
L'any 1889 començà a tocar al Cafè Tost de Barcelona set dies a la setmana, tres hores cada nit, per 4 pessetes. L'any següent el propietari del Cafè Tost va introduir Casals al món musical i cultural de Barcelona. Va ser allí on el va anar a escoltar Isaac Albéniz i, davant la negativa familiar perquè viatgés amb ell a Londres, va donar a la seva mare una carta de recomanació per al comte Guillermo Morphy i Ferris, conseller privat de la reina regent Maria Cristina d'Àustria. Als 14 anys va descobrir una edició de les Sis suites per a violoncel de Johann Sebastian Bach en una llibreria de Barcelona. Bach es convertiria en el seu ídol i les seves interpretacions de les seves suites van merèixer reconeixement mundial.
El 23 de febrer del 1891 participà en un concert benèfic al Teatre Novedades de Barcelona. El mateix any va conèixer el compositor Enric Granados, amb qui començà una llarga amistat. També començà a treballar a La Pajarera, un cafè situat a la plaça de Catalunya, amb actuacions cada nit formant un trio. El grup va passar a formar part de l'anomenat Sextet de la Pajarera.

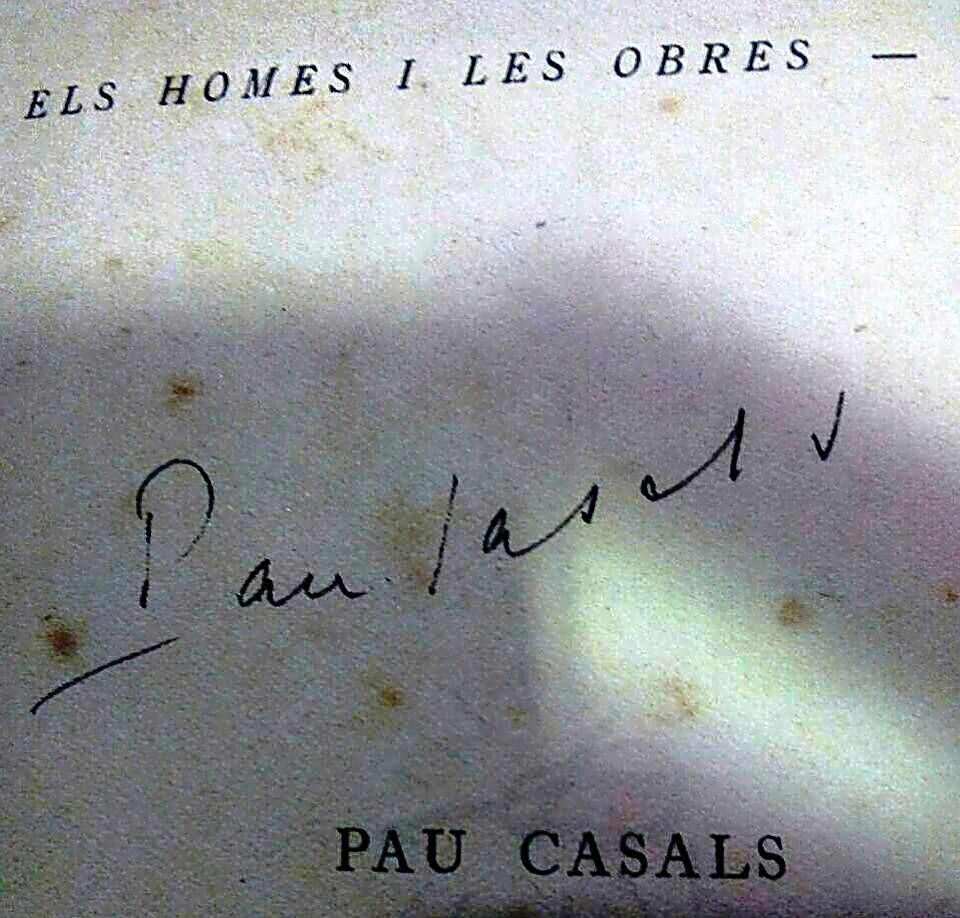
Signatura original de Pau Casals

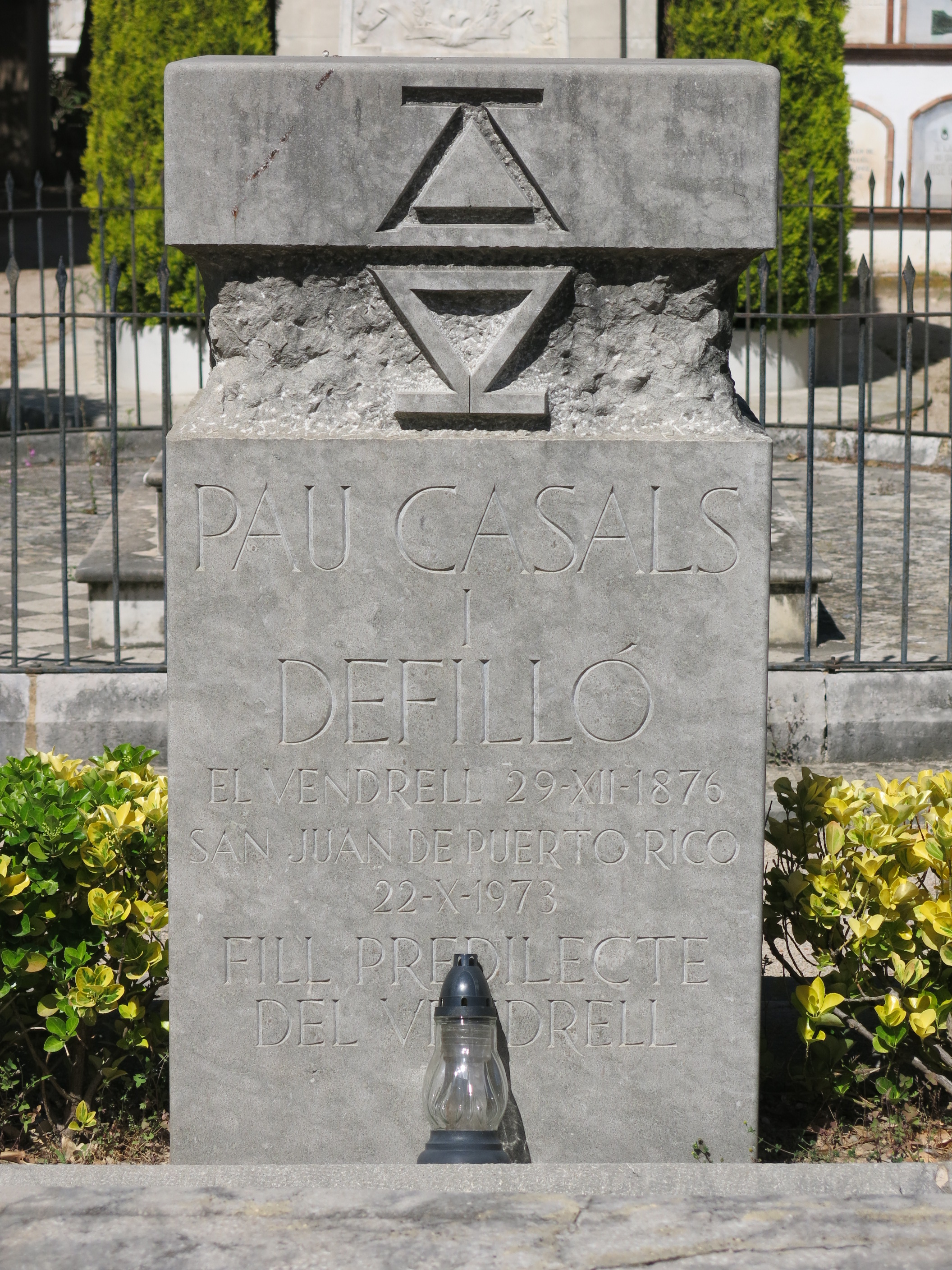
Tomba de Pau Casals al cementiri del Vendrell

### Madrid i París
El 1893 es graduà a l'Escola Municipal de Música de Barcelona, i posteriorment va viatjar a Madrid amb la seva mare i els seus germans. El comte de Morphy es convertí en el seu tutor multidisciplinari, patró i mentor durant més de dos anys i mig. El mateix any, i fins al 1895, va rebre, per la reina Maria Cristina d'Àustria, una pensió mensual de 250 pessetes. Amb Jesús de Monasterio com a professor de música de cambra inicià la seva segona etapa de formació musical començant les classes al Conservatorio de Música y Declamación de Madrid.
El 1895 va presentar-se a les proves d'accés del Conservatori de Música de Brussel·les. Un cop passades les proves, decidí no entrar a formar part d'aquest conservatori. El mateix any va partir cap a París, però al cap de pocs mesos va tornar a Barcelona.

### Professor i concertista
El 1896 s'incorporà com a professor a l'Escola Municipal de Música de Barcelona i va ser nomenat, uns mesos més tard, professor de violoncel del Conservatori del Liceu. Va començar a efectuar concerts en petites societats de Barcelona; tocà breument amb l'Orquestra Escalas, i va ser acceptat com a violoncel·lista a la Gran Orquestra del Teatre del Liceu.
L'any 1897 va coincidir a Barcelona amb Camille Saint-Saëns, i entrà a formar part del quartet de corda Crickboom. Inicià una gira per Espanya amb Enric Granados i Mathieu Crickboom, i obtingué posteriorment un regal de la reina Maria Cristina: un safir blau i un violoncel nou.
Alguns dels seus alumnes van ser músics destacats com ara Juliette Alvin, Gaspar Cassadó i Moreu, Bernhard Greenhaus, Jacquelin du Pré, Alexander Schneider, Andrei Borissiak o Concepció Badia i Millàs.

### Gires americanes i europees

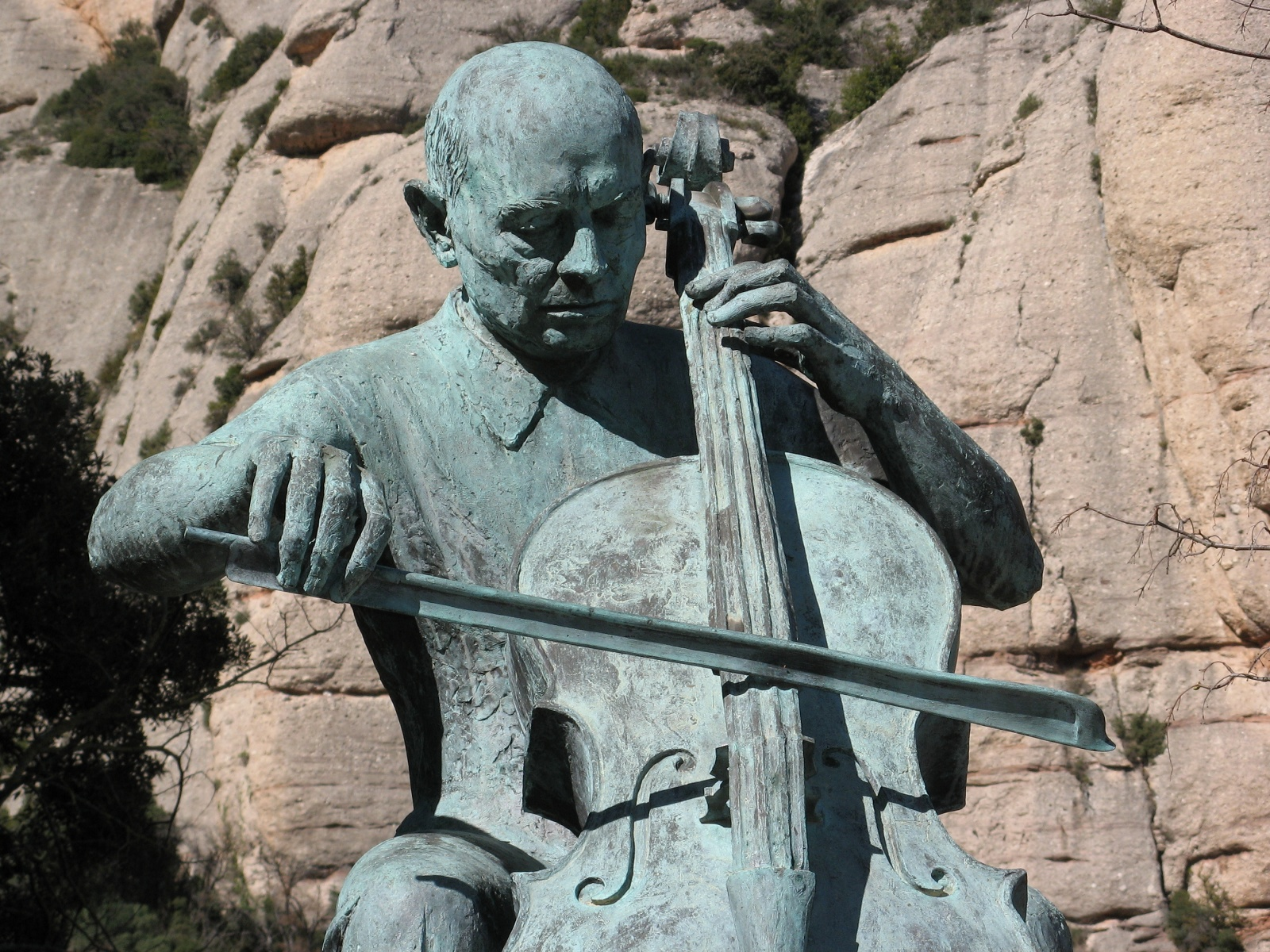
Estàtua en commemoració del centenari del naixement de Pau Casals a Montserrat

Amb només vint-i-tres anys va iniciar la trajectòria internacional i va actuar com a intèrpret en els millors auditoris del món. El 1899 Casals va anar a París per invitació de la prestigiosa soprano nord-americana Emma Nevada, a qui havia conegut mitjançant el comte de Morphy. El mateix any viatjà a Londres amb Nevada i el pianista Léon Moreau: debutà el 20 de maig al Crystal Palace i actuà, el 20 d'agost, en un concert privat davant la reina Victòria I del Regne Unit. De retorn a París va fer el seu debut amb l'orquestra del cèlebre director Charles Lamoureux.
A partir del 1900 s'instal·là a la ciutat de París i va començar a tocar amb el pianista Harold Bauer, amb qui va fer diversos concerts per Espanya i Holanda: l'inici d'una «associació feliç i durable» en paraules del mateix Casals.
El 1901 viatjà per primera vegada als Estats Units d'Amèrica, en gira amb Emma Nevada i Léon Moreau, tenint com a agent a Raymond Duncan, germà d'Isadora Duncan. Mentre eren a San Francisco, baixant d'una escalada al Mount Tamalpais, patí un accident crític en desprendre's una roca de la muntanya i esquinçar-li la mà esquerra. Els metges van pronosticar que mai més no en recuperaria l'ús complet, però va aconseguir que tornés a funcionar normalment en quatre mesos de tractament i exercicis. Durant aquest temps, mentre els seus companys prosseguien la gira, va allotjar-se a casa de Michael Stein, germà gran de Gertrude i Leo Stein, amb els quals va mantenir una llarga amistat i freqüents contactes en les seves coincidències a París. El mateix any inicià una gira a la localitat de Worcester (Massachusetts), que durà fins a l'estiu de 1902.
El 1903 inicià una gira per Amèrica del Sud, i el 1904 va fer el segon viatge als EUA i Amèrica del Sud. Com a solista efectuà diversos concerts, el més important fou el concert privat ofert el 15 de gener d'aquell any a la Casa Blanca davant el president Theodore Roosevelt.
El 1905 començà una relació sentimental amb la violoncel·lista portuguesa Guilhermina Suggia, a qui ja coneixia des de l'estiu del 1898 a Porto, relació que va finalitzar el 1910. L'any 1906 va crear el Trio Cortot-Thibaud-Casals, que va debutar a la ciutat francesa de Lilla. Aquell mateix any va viatjar a Rússia per actuar a Sant Petersburg. El 20 d'octubre de 1909 va ser convidat a tocar per a la Classical Concert Society de Londres, cosa que li va permetre viatjar posteriorment fins a Anglaterra cada any per realitzar diversos concerts.
El 1910 Pau Casals va debutar a Viena al Gran Saló del Musikverein, amb l'Orquestra Filharmònica de Viena; visità posteriorment Sant Petersburg, Moscou, novament Viena i, finalment, Budapest. El 1914 tornà als Estats Units i el 4 d'abril del mateix any es va casar a Nova York amb la soprano Susan Metcalfe i iniciaren una gira junts pel seu país natal.
El 1916 efectuà un concert benèfic al Metropolitan Opera House per als fills d'Enric Granados.

### L'Orquestra Pau Casals
El 1919 va tornar a Barcelona amb la idea de la creació de l'Orquestra Pau Casals, amb l'ajut del seu germà Enric Casals com a primer violí i Enric Ainaud i Sánchez com a primer violí adjunt, i el 1920, amb altres músics prestigiosos, creà l'École Normale de Musique de París. El 13 d'octubre del mateix any es representà el primer concert de l'Orquestra Pau Casals al Palau de la Música Catalana, i el 1922 va fer la seva primera aparició com a director a Nova York.
El 1925 va crear l'Associació Obrera de Concerts, amb l'objectiu de permetre a la classe obrera gaudir de la música. Existeixen exemplars del llibre editat per Jaimes Libros en què se n'explica la història i estatuts, amb il·lustracions. Fou president de l'Associació Obrera de Concerts Joan Font Carbó en els seus inicis fins que presentà la renúncia en l'assemblea general del 15 de juliol de 1933; en aquella mateixa assemblea en fou elegit president Enric Rafel i Surell, el qual en va ser fins a la desaparició de l'entitat. Amb motiu del centenari de la mort de Ludwig van Beethoven, el 1927 efectuà diversos concerts a Viena, un any en el qual fou nomenat fill predilecte pel seu poble natal, el Vendrell.
El 1928 va fer un petit viatge als Estats Units per fer l'últim concert com a solista en aquest país i el mateix any es va acabar la seva relació amb la seva esposa i se separaren definitivament.

### Segona República, Guerra Civil i exili
En proclamar-se la Segona República espanyola el 15 d'abril del 1931, va fer un concert a Montjuïc per celebrar aquest fet. El 1933 va rebutjar la invitació d'anar a tocar amb la Filharmònica de Berlín a causa de l'arribada al poder d'Adolf Hitler i les persecucions dels nazis. Gran aficionat als castells humans, va presidir els concursos de castells de Tarragona de 1932 i 1933.
El 18 de juliol de 1936, durant la realització d'un assaig amb la seva orquestra i la seva solista predilecta Conxita Badia, conegué la notícia de l'aixecament militar de Francisco Franco. Quan les tropes de Franco ocupen Barcelona es va veure obligat a exiliar-se. Pau Casals va tornar a París, però l'any 1940 hagué d'abandonar la ciutat a causa de l'entrada de les tropes alemanyes i juntament amb altres personatges se'n va anar a Amèrica del Nord.
Segons les seves memòries, així com el que manifestà Albert E. Kahn el 1970, Casals va patir circumstàncies difícils durant els anys d'exili a Prada (fins al 1957), en part a causa de la seva voluntat de no abandonar els seus compatriotes exiliats internats en camps de concentració al sud-est de França durant la Segona Guerra Mundial i sota l'ocupació nazi. Mitjançant la celebració de concerts benèfics, va mirar de donar-los suport durant i després de la guerra. També, entre el 1938 i el 1940 Casals va donar més de 140.000 francs als catalans exiliats. També va escriure centenars de cartes a persones i organitzacions internacionals, per recaptar menjar, roba i medicaments, en nom propi i com a president honorari de l'Agrupació Catalana d'Invàlids i Mutilats de Guerra Molts d'aquests donatius, els gestionava conjuntament amb dues organitzacions: Chaînes du Bonheur International i la Spanish Refugee Aid, de Nova York.
| «            | S'ha d'ajudar a tothom i encara ho puc fer, tot i que estic esgotant els meus recursos. A Espanya tots els meus béns han estat confiscats, inclosa casa meva. Però mentre serveixi per a aquesta tasca que m'he imposat, em quedaré aquí. | » |
| — Pau Casals | |   |

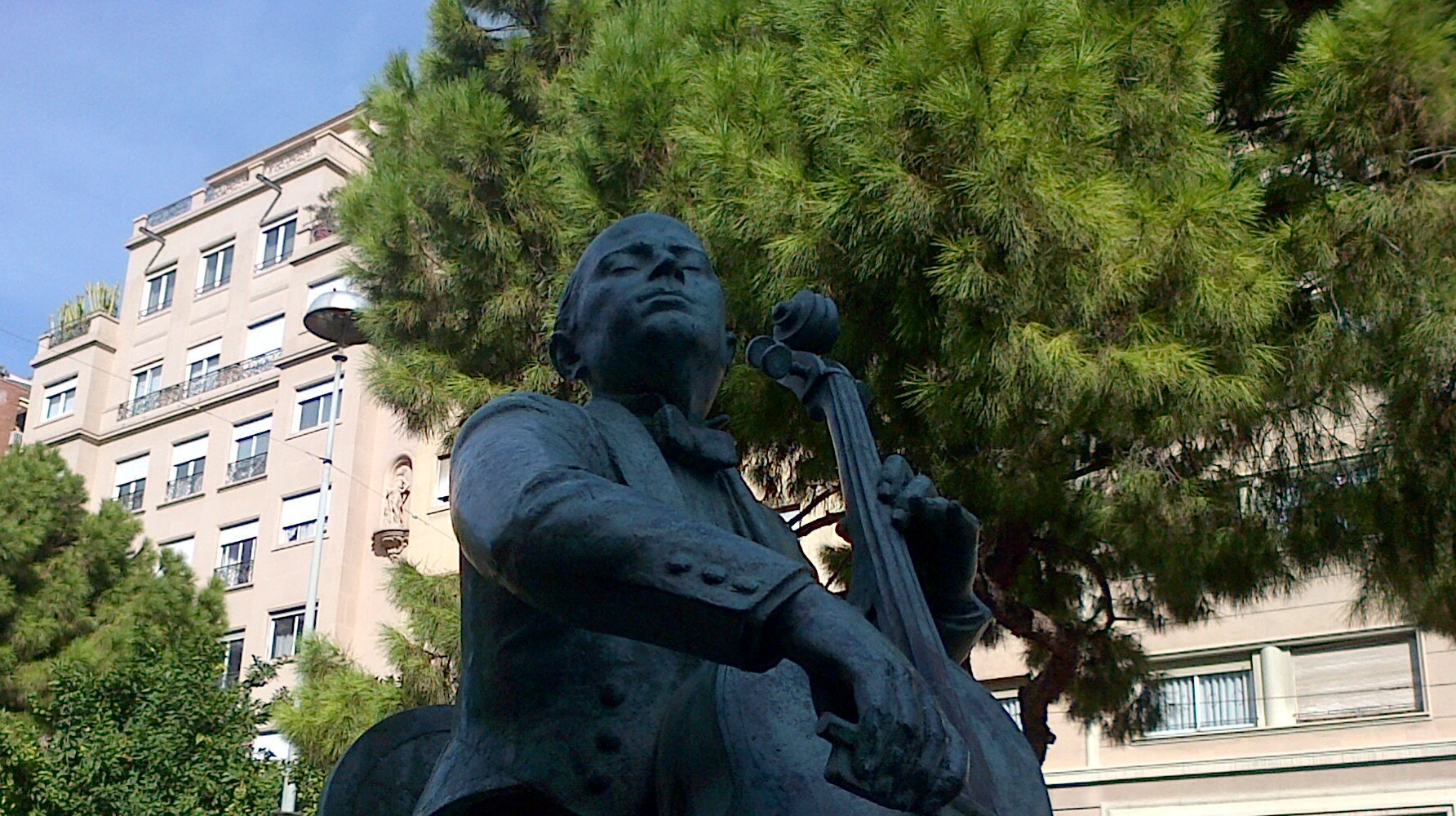
Escultura de Pau Casals, feta a Prada de Conflent el 1940, obra de Josep Viladomat

L'època a França va ser un període molt productiu musicalment parlant. Destaca la que va ser la seva obra més coneguda, l'oratori El pessebre, que Pau Casals va començar a musicar el 1943 sobre un poema de Joan Alavedra. Uns anys més tard, amb l'ajuda del seu germà Enric, Pau Casals la va orquestrar i en va estrenar la versió definitiva el 17 de desembre de 1960 a Acapulco (Mèxic). Durant els deu anys següents, Pau Casals va dirigir El pessebre als Estats Units, Mèxic, Anglaterra, França, Hongria, Alemanya, Argentina, Grècia, Israel-Palestina, Suïssa, Itàlia, Puerto Rico, Veneçuela i El Salvador, entre d'altres, per passar a ser l'activitat musical més important dels seus últims anys.

### Prada i Puerto Rico

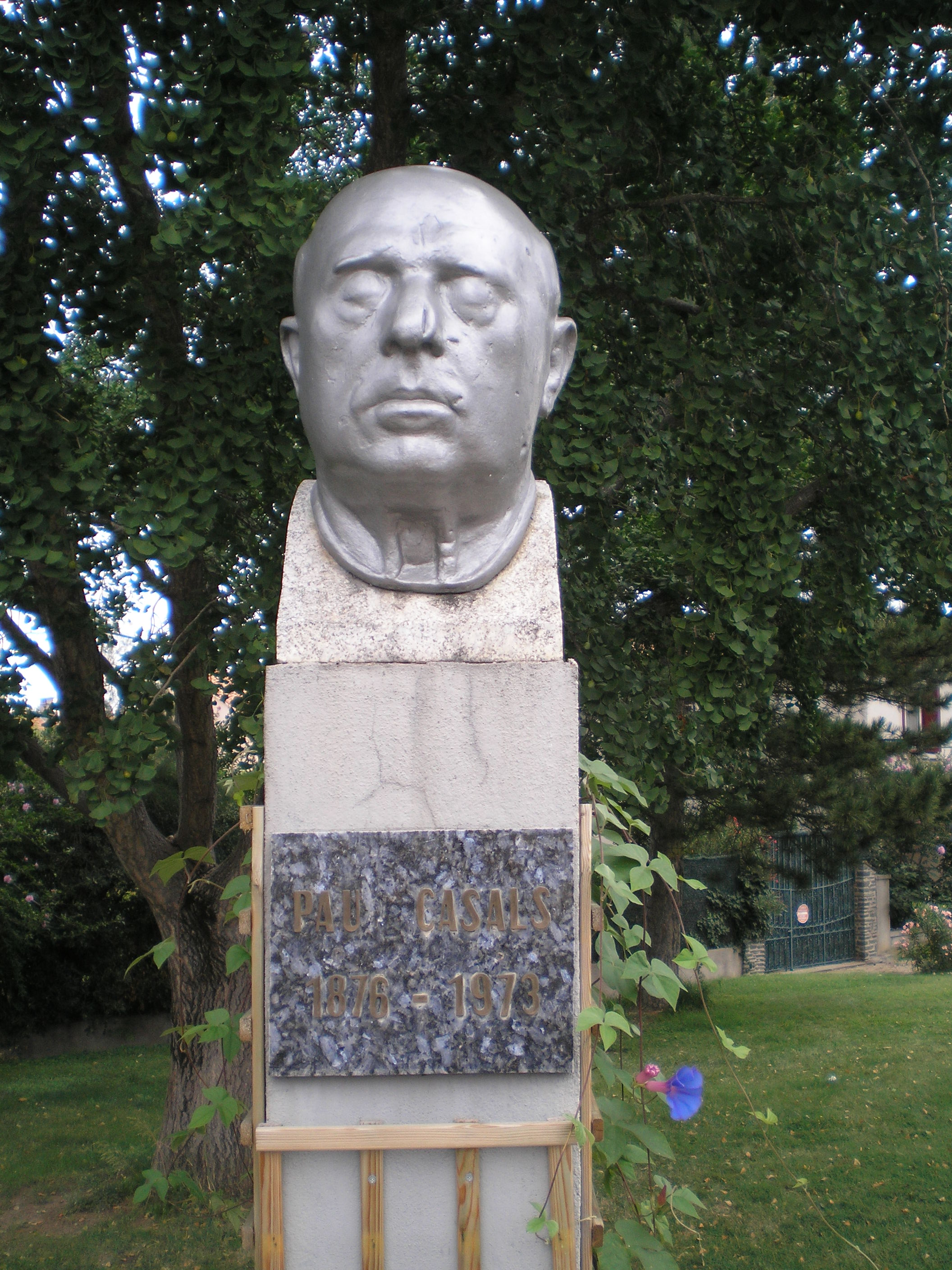
Bust de Pau Casals a Prada

Al final de la Segona Guerra Mundial, el juny del 1945, Pau Casals va ser convidat a Anglaterra, on no havia tornat a tocar des de feia sis anys. Després d'un concert al Royal Albert Hall de Londres, va transmetre un missatge d'esperança per als compatriotes catalans des dels estudis radiofònics de la BBC i, al final, va interpretar El cant dels ocells. Els fets, però, no es van desenvolupar com Pau Casals s'havia imaginat i, al final de l'estiu del 1946, atesa la immobilitat dels països vencedors davant del règim de Franco, va decidir, en senyal de protesta, deixar de tocar públicament. Van ser uns anys de pena i de tristor que Pau Casals va viure amargament, reclòs en el seu petit refugi de Prada dedicat a la música i a l'ensenyament.
No va ser fins al 1950, amb la celebració del primer Festival Bach de Prada, que Pau Casals va reaparèixer davant dels escenaris. Amb motiu de la commemoració del bicentenari de la mort de Johann Sebastian Bach, el violinista Alexander Schneider va convèncer Pau Casals de realitzar un festival musical on poguessin confluir els millors músics del moment. El primer concert del Festival Bach va tenir lloc el 2 de juny a l'església de Sant Pere de Prada. Feia cinc anys que Pau Casals no tocava en públic i ho va fer interpretant la Primera suite de Bach. El festival va ser un esdeveniment musical sense precedents. Per a molts músics joves era la primera vegada que tenien l'oportunitat de treballar conjuntament amb Casals i rebre, per part del màxim intèrpret de Bach, unes lliçons magistrals que molts d'ells mai no van oblidar. Des d'aleshores, els festivals es van celebrar cada estiu a la vila de Prada, que es convertia per uns mesos en el punt de trobada dels millors músics del món i Pau Casals acudí a quasi tots els que s'hi organitzaren. Aquell mateix any presidí a Perpinyà els Jocs Florals de la Llengua Catalana de 1950.
El febrer de 1955 va ser l'última vegada que Pau Casals va trepitjar el seu país en vida, ho feia per donar sepultura a qui havia estat la seva companya, Francisca Vidal, durant molts anys, a Prada. No es van poder casar, perquè Casals no s'havia divorciat encara de Susan Metcalfe, però un sacerdot va oficiar un cert ritu de casament in articulo mortis. Al desembre del mateix any, Pau Casals va fer el seu primer viatge a Puerto Rico, país on nasqué la seva mare. Un any més tard s'instal·là a la localitat de San Juan, on l'any 1957 va patir un atac de cor durant un assaig. El 3 d'agost del 1957 Pau Casals es casà amb Marta Montáñez. Durant aquests anys, la seva activitat musical va anar molt lligada al Festival Casals de Puerto Rico, que es va gestar sota la iniciativa de l'advocat Abe Fortas i el governador de Puerto Rico, Luis Muñoz Marín. Malgrat el canvi de residència, va continuar viatjant a Europa fins al 1966, per participar anualment als Festivals de Prada i a l'Acadèmia d'Estiu de Zermatt, on va començar a fer classes magistrals el 1952.

### Un home de pau

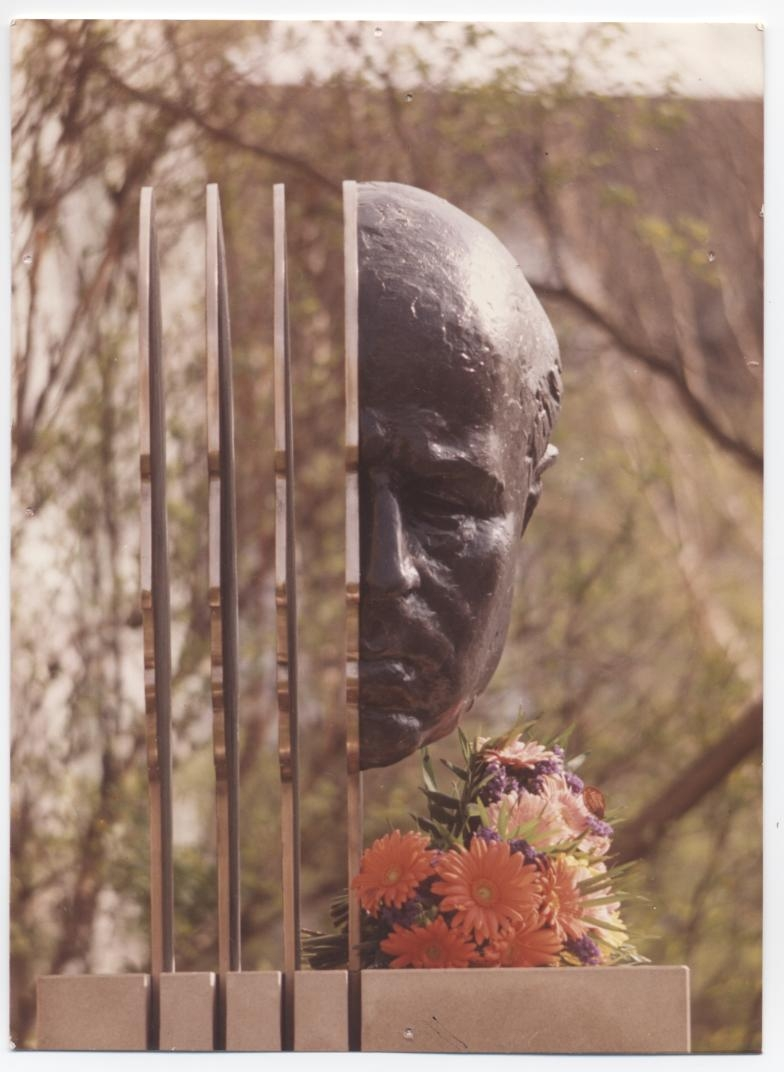
Monument a Pau Casals a Wolfenbüttel, Alemanya, obra d'Antoni Miró

Va iniciar durant aquests anys una croada personal per la lluita per la pau i la llibertat, dirigint El pessebre arreu del món i participant en nombroses classes magistrals, entre les quals cal destacar les de Berkeley, a Califòrnia (1962), i les de Marlboro a Vermont (1962-1973).
El 1958 va fer un concert i el «missatge de pau» que Pau Casals havia gravat uns dies abans a Ginebra fou retransmès a més de 40 països. També aquell any fou proposat com a candidat pel Premi Nobel de la Pau.
El 1961 va ser convidat pel president John Fitzgerald Kennedy a fer un concert a la Casa Blanca i, dos anys més tard, el mateix president dels Estats Units, li concedí la Medalla de la Llibertat.
El 1971 va compondre l'Himne a les Nacions Unides, que dirigí el 24 d'octubre d'aquell any en un concert a la mateixa seu de les Nacions Unides, i on el secretari general de les Nacions Unides U Thant li lliurà la Medalla de la Pau. Fou en aquesta ocasió que va pronunciar la frase What is more, I am a Catalan.
| «            | Sóc català. Catalunya va tenir el primer parlament democràtic molt abans que Anglaterra. I fou al meu país on van existir les primeres nacions unides. En aquell temps —segle onzè- van reunir-se a Toluges avui França, per parlar de la pau, perquè els catalans d'aquell temps ja estaven en contra de la guerra. | » |
| — Pau Casals | |   |

Al llarg de la vida, Pau Casals va lluitar constantment per la pau, la justícia i la llibertat. Des dels inicis va rebutjar tocar en països on no es respectessin els principis democràtics i els últims anys es va manifestar en contra de nombroses guerres i l'ús de les armes nuclears.
Pau Casals va patir el 1973 un atac de cor irreversible, a Puerto Rico. Va morir a San Juan de Puerto Rico el 22 d'octubre de 1973. L'any 1979, d'acord amb el desig de retornar a la seva terra natal el dia que es restablís la democràcia, va ser traslladat a Catalunya, on reposa avui al cementiri del Vendrell. Aquell any li fou concedida, a títol pòstum, la Medalla d'Or de la Generalitat de Catalunya.

## Obra
Entre les contribucions més importants de Pau Casals destaca haver canviat la tècnica de la interpretació del violoncel, buscant moviments allunyats de la tècnica de l'època. Va recompondre, interpretar i enregistrar les Suites per a violoncel sol de Johann Sebastian Bach. Pau Casals va enregistrar més de 50 obres entre el 1915 i el 1924 amb la discogràfica Columbia.
Va fer també de professor i compositor, amb obres que han esdevingut un cant de pau, com l'oratori anomenat El pessebre (1960), instrumentat pel seu germà Enric. A més de lHimne de les Nacions Unides (1971), ha compost peces vocals (O vos ommes, Nigra sum) o sardanes (Sant Martí del Canigó i Els reis màgics, per a 32 violoncels). En paraules de la seva vídua, Marta Casals Istomin: «Al llarg de la seva vida musical, Pau Casals va sentir la necessitat de compondre i, malgrat les seves múltiples activitats, va trobar el temps per escriure la seva música». A partir de l'any 2010, Editorial de Música Boileau va emprendre la publicació de tota aquesta producció (llevat dEl pessebre, ja editat) dirigida per Marta Casals Istomin i amb la col·laboració del musicòleg Xosé Aviñoa i de la Fundació Pau Casals. S'han comptabilitzat un centenar d'obres de tota mena de gèneres que Casals va escriure al llarg de tota la seva vida.

### Discografia representativa
- 1926-1928: Casals, Jacques Thibaud i Alfred Cortot, els primers trios de Schubert, Schumann i Mendelssohn: Arxiduc de Beethoven, el trio en sol major de Haydn i les Variacions Kakadu de Beethoven (enregistrat a Londres)
- 1929: Brahms: Doble concert amb Cortot i Thibaud, realització de Casals, orquestra pròpia
- 1929: Concerts per a violoncel i orquestra de Dvorak i Brahms
- 1929: Beethoven: Simfonia núm. 4 (enregistrat a Barcelona)
- 1930: Beethoven: Sonata per a violoncel op. 69, amb Otto Schulhof
- 1936-1939: Bach: Suites per a violoncel
- 1936: Beethoven: Sonata per a violoncel op. 102 núm. 1, i Brahms: Sonata per a violoncel, op. 99, tots dos amb Mieczysław Horszowski
- 1936: Boccherini: Concert per a violoncel en si bemoll, i Bruch: Kol Nidrei - Simfònica de Londres dirigida per Landon Ronald
- 1937: Dvořák: Concert per a violoncel  - Filharmònica Txeca dirigida per George Szell
- 1939: Beethoven: Sonates per a violoncel núm. 1, 2 i 5, amb Mieczysław Horszowski
- 1945: Elgar i Haydn: Concerts per a violoncel - BBC Symphony dirigida per Sir Adrian Boult
- 1950: Primer enregistament del Festival de Prada, incloent-hi:
  - Bach: Sonates per viola de gamba, BWV 1027-1029, amb Paul Baumgartner
  - Schumann: Fünf Stücke im Volkston, amb Leopold Mannes
  - Schumann: Concert per a violoncel, Casals al violoncel
- 1951: Al Festival de Perpinyà, incloent-hi:
  - Beethoven: Sonata per a violoncel op. 5 Núm. 2, i tres sèries de variacions, amb Rudolf Serkin
  - Beethoven: Trios, op. 1 núm. 2, op. 70 núm. 2, op. 97, i l'op. 11 transcripció; també
  - Schubert: Trio núm. 1, D.898, totes amb Alexander Schneider i Eugene Istomin
- 1952: a Prada, incloent-hi:
  - Brahms: Trio op. 8, amb Isaac Stern i Myra Hess
  - Brahms: Trio op. 87, amb José Szigeti i Myra Hess
  - Schumann: Trio op. 63, i Schubert: Trio núm. 2, D.929, tots dos amb Alexander Schneider i Horszowski Mieczysław
  - Schubert: Quintet en do major, amb Isaac Stern, Alexander Schneider, Milton Katims i Paul Tortelier
  - Brahms: Sextet núm. 1, de nou amb Stern, Schneider, i Katims, a més de Milton Thomas i Madeline Foley
- 1953: a Prada, incloent-hi:
  - Beethoven: Sonates per a violoncel núm. 1, 3, 4, i 5, amb Rudolf Serkin
  - Beethoven: Trios Op. 1 núm. 1, i Op. 70 núm. 1, amb José Fuchs i Eugene Istomin
  - Schumann: Concert per a violoncel in la menor, op. 129, amb Eugene Ormandy dirigint l'orquestra Festival
- 1954: a Prada (totes les presentacions en viu), incloent-hi:
  - Beethoven: Sonata per a violoncel núm. 5, i op. 66 Variacions, amb Mieczysław Horszowski
  - Beethoven: Trios Op. 70 núm. 1, i Op. 121 bis, amb Szymon Goldberg i Rudolf Serkin
- 1955: a Prada (totes les presentacions en viu), incloent-hi:
  - Brahms: Trios Nos 1-3, amb Yehudi Menuhin i Eugene Istomin
  - Brahms: Trio per a clarinet Op. 114, amb el clarinetista David Oppenheim i Eugene Istomin
  - Beethoven: Trio op. 70 Núm. 2, amb Szymon Goldberg i Rudolf Serkin
- 1956: a Prada (totes les presentacions en viu), incloent-hi:
  - Bach: Sonata BWV 1027 per a viola de gamba, amb Mieczysław Horszowski
  - Schumann: Trio núm. 2, amb Yehudi Menuhin i Horszowski Mieczysław
  - Schumann: Trio núm. 3, amb Sándor Végh i Rudolf Serkin
- 1958: En Beethoven-Haus a Bonn (totes les presentacions en viu), incloent-hi:
  - Beethoven: Sonata op. 5 núm. 1, amb Wilhelm Kempff
  - Beethoven: Sonates op. 5 núm. 2, Op. Cit. 102 núm. 2, i l'Op. 17 per a trompa, transcripció, amb Mieczysław Horszowski
  - Beethoven: Trios Op. 1 núm. 3, i Op. 97, amb Sándor Végh i Horszowski Mieczysław
  - Beethoven: Trio op. 70 núm. 1, amb Sándor Végh i Karl Engel
- 1959: a Prada (totes les presentacions en viu), incloent-hi:
  - Haydn: Simfonia de l'adéu (núm. 45) i Mozart: Simfonia de Linz (núm. 36)
  - Beethoven: Trio op. 1 núm. 3, amb Yehudi i Hephzibah Menuhin
  - Schubert: Quintet de cordes, amb la Budapest Quartet String
- 1961: Mendelssohn: Piano Trio núm. 1 amb Alexander Schneider i Mieczysław Horszowski (gravat en viu 13 novembre 1961 a la Casa Blanca)
- 1963: Beethoven: Vuitena simfonia
- 1963: Mendelssohn: Quarta simfonia, a Marlboro
- 1964-65: Bach: Concerts de Brandenburg, a Marlboro
- 1966:  Bach: Suites per a orquestra, a Marlboro
- 1969: Beethoven: Simfonies primera, segona, quarta, sexta (Pastoral), i la Setena
- 1974: El pessebre, oratori

### Composicions
| Període                     | Gènere           | Títol                                  | Any de composició | Instrumentació específica                               |
| --------------------------- | ---------------- | -------------------------------------- | ----------------- | ------------------------------------------------------- |
| Primera època               | Piano            | Balada                                 | 1893              |                                                         |
| Primera època               | Piano            | Allegro en Fa # m                      | 1893              |                                                         |
| Primera època               | Piano            | Cuatro romanzas sin palabras           | 1894              |                                                         |
| Primera època               | Piano            | Primer preludio orgánico               | 1895              |                                                         |
| Primera època               | Piano            | Pequeña mazurca de salón               | 1895              |                                                         |
| Primera època               | Piano            | Instantánea                            | 1895              |                                                         |
| Primera època               | Piano            | Segundo preludio orgánico              | 1895              |                                                         |
| Primera època               | Piano            | Página íntima                          | 1898              |                                                         |
| Primera època               | Piano            | Tercer preludio orgánico               | 1898              |                                                         |
| Primera època               | Piano            | Festívola                              | 1909              |                                                         |
| Primera època               | Veu i piano      | Queixa                                 | 1892              |                                                         |
| Primera època               | Veu i piano      | Romanza I                              | 1893              |                                                         |
| Primera època               | Veu i piano      | Romanza II                             | 1894              |                                                         |
| Primera època               | Veu i piano      | En el mirall canviant de la mar blava  | 1895              |                                                         |
| Primera època               | Veu i piano      | A l'enterrament d'un nin               | 1895              |                                                         |
| Primera època               | Veu i piano      | No t'ha trobat                         | 1896              |                                                         |
| Primera època               | Veu i piano      | Que curtes, vida meva, són les hores   | 1897              |                                                         |
| Primera època               | Veu i piano      | Adiós...!                              | 1897              |                                                         |
| Primera època               | Veu i piano      | Lo blat és segat                       | 1897              |                                                         |
| Primera època               | Veu i piano      | Romanza III                            | 1898              |                                                         |
| Primera època               | Veu i piano      | Eu não sei a cor que tinham            | 1898              |                                                         |
| Primera època               | Veu i piano      | Au cimitière le jour des morts         | 1899              |                                                         |
| Primera època               | Veu i piano      | Absence                                | 1901              |                                                         |
| Primera època               | Música de cambra | Pastoral                               | 1893              | Violoncel i piano                                       |
| Primera època               | Música de cambra | Rêverie                                | 1896              | Violoncel i piano                                       |
| Primera època               | Música de cambra | Fulla d'àlbum                          | 1897              | Violoncel i piano                                       |
| Primera època               | Música de cambra | Romanza para violonchelo y piano       | 1897              | Violoncel i piano                                       |
| Primera època               | Música de cambra | Morceau de concours                    | 1907              | Violoncel i piano                                       |
| Primera època               | Música de cambra | Poème                                  | 1917              | Violoncel i piano                                       |
| Primera època               | Música de cambra | Minuet                                 | 1892              | Quintet de corda                                        |
| Primera època               | Música de cambra | Quartet en Mi menor                    | 1893              | Quartet de corda                                        |
| Primera època               | Música de cambra | Festívola                              | 1909              | Cobla                                                   |
| Primera època               | Cor              | Pel juliol                             | s.d.              | Cor masculí a capella                                   |
| Primera època               | Cor              | Missa de Glòria                        | 1892              | Cor mixt i harmònium                                    |
| Primera època               | Cor              | Clar de lluna                          | 1896              | Cor masculí a capella                                   |
| Primera època               | Cor              | Els mesos                              | 1897              | Cor masculí a capella                                   |
| Primera època               | Gran format      | La visión de Fray Martín               | 1898              | Poema simfònic per a orquestra                          |
| Primera època               | Gran format      | La fiancée du Nil                      | 1898              | Veu i orquestra simfònica                               |
| Catalunya i el primer exili | Piano            | Cançó de bressol I (Somni de l'infant) | 1935              |                                                         |
| Catalunya i el primer exili | Piano            | Cançó de bressol II                    | 1942              |                                                         |
| Catalunya i el primer exili | Piano            | Cor de pastors                         | 1942              |                                                         |
| Catalunya i el primer exili | Piano            | Poema de bressol                       | 1943              |                                                         |
| Catalunya i el primer exili | Piano            | Prélude                                | 1946              |                                                         |
| Catalunya i el primer exili | Piano            | Alla Menuetto                          | 1955              |                                                         |
| Catalunya i el primer exili | Veu i piano      | En sourdine                            | s.d.              |                                                         |
| Catalunya i el primer exili | Veu i piano      | De cara al mar                         | 1935              |                                                         |
| Catalunya i el primer exili | Veu i piano      | Balada de la nova Solveig              | 1937              |                                                         |
| Catalunya i el primer exili | Veu i piano      | Cançó dels elefants                    | 1938              |                                                         |
| Catalunya i el primer exili | Veu i piano      | Silenci                                | 1940              |                                                         |
| Catalunya i el primer exili | Veu i piano      | La balada dels dos estels              | 1942              | Veu, violoncel i piano                                  |
| Catalunya i el primer exili | Veu i piano      | Les jolies fleurs que vos aimez        | 1945              |                                                         |
| Catalunya i el primer exili | Música religiosa | Salve Montserratina                    | 1932              | Cor mixt i orgue                                        |
| Catalunya i el primer exili | Música religiosa | Rosarium Beata Virginis Mariae         | 1932              | Cor mixt i orgue                                        |
| Catalunya i el primer exili | Música religiosa | O vos omnes                            | 1932              | Cor mixt a capella                                      |
| Catalunya i el primer exili | Música religiosa | Ave Maria de l'Abat Marcet             | 1940              | Veus femenines i orgue                                  |
| Catalunya i el primer exili | Música religiosa | Tota Pulchra                           | 1942              | Cor mixt a capella                                      |
| Catalunya i el primer exili | Música religiosa | Cançó a la Verge                       | 1942              | Dues veus i piano o orgue                               |
| Catalunya i el primer exili | Música religiosa | Recordare Virgo Mater                  | 1942              | Cor mixt i orgue                                        |
| Catalunya i el primer exili | Música religiosa | Les set paraules de Jesús a la creu    | 1942              | Veu i piano                                             |
| Catalunya i el primer exili | Música religiosa | Gemma sies nostra guia                 | 1942              | Veu i piano                                             |
| Catalunya i el primer exili | Música religiosa | Nigra Sum                              | 1943              | Veus femenines i piano o orgue                          |
| Catalunya i el primer exili | Música religiosa | Eucarística                            | 1952              | Veu i orgue                                             |
| Catalunya i el primer exili | Sardanes         | Sardana "melodia Pelegrí"              | 1927              | Piano                                                   |
| Catalunya i el primer exili | Sardanes         | Sardana per a orquestra de violoncels  | 1927              | Conjunt de violoncels                                   |
| Catalunya i el primer exili | Sardanes         | Sant Martí del Canigó                  | 1943              | Piano                                                   |
| Catalunya i el primer exili | Sardanes         | Sardana en Do M                        | 1943              | Piano                                                   |
| Catalunya i el primer exili | Gran format      | El misteri del Sant                    | 1952              | Orquestra de cambra                                     |
| Puerto Rico                 | Cambra           | Sonata per a violí i piano             | 1945-73           |                                                         |
| Puerto Rico                 | Veu i piano      | Tres estrofas de amor                  | 1957              |                                                         |
| Puerto Rico                 | Veu i piano      | Ven a mí                               | 1958              |                                                         |
| Puerto Rico                 | Veu i piano      | El ángel travieso                      | 1959              |                                                         |
| Puerto Rico                 | Veu i piano      | Cançó de l'avi                         | 1965              |                                                         |
| Puerto Rico                 | Veu i piano      | Cuando vuelva a nacer                  | 1970              |                                                         |
| Puerto Rico                 | Música religiosa | Oració a la Verge de Montserrat        | 1959              | Veu o cor al únison i piano                             |
| Puerto Rico                 | Música religiosa | Plegaria de Navidad                    | 1966              | Cor mixt a capella                                      |
| Puerto Rico                 | Música religiosa | Plegaria a la Virgen de la Providencia | 1968              | Veu i piano                                             |
| Puerto Rico                 | Gran Format      | El pessebre                            | 1945-1960         | Solistes, cor i orquestra simfònica (orq. Enric Casals) |
| Puerto Rico                 | Gran Format      | Himne a les Nacions Unides             | 1971              | Cor mixt i orquestra simfònica (orq. Enric Sasals)      |

A banda de les composicions originals, Pau Casals va fer també estesa difusió de la cançó tradicional popular catalana El cant dels ocells que va versionar per a violoncel i orquestra de corda, violoncel i piano, orquestra de violoncels i soprano amb cor mixt.

## Llegat

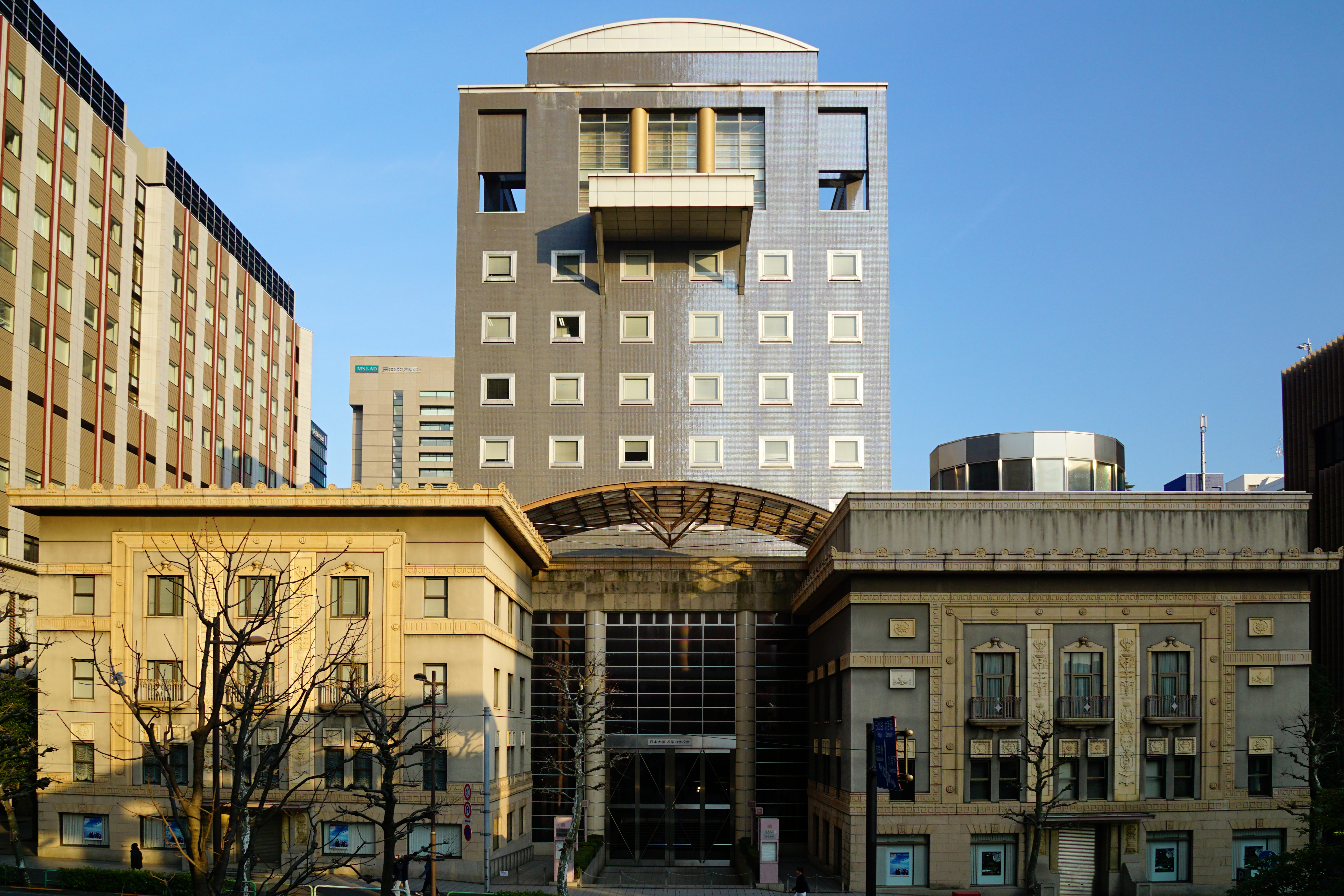
Hall Casals de la Universitat Nihon

### Festivals
Cada any se celebren en el seu honor diversos festivals de música:
- Des del 1953 se celebra a San Juan de Puerto Rico el «Festival Casals de Puerto Rico», durant l'hivern.[17]
- A Prada, localitat on va residir durant uns anys, també s'organitza cada estiu un Festival Internacional de Música amb el seu nom.[18]
- Al Vendrell, se celebra des de l'any 1981 el Festival Internacional de Música Pau Casals durant els mesos de juliol i agost.[19]

### Espais
- Casals Hall (Kazarusu Hōru, en japonès. L'edifici fou dissenyat per Arata Isozaki.)[20][21]
- Museu Pau Casals (el Vendrell)
- Museu Pablo Casals (Puerto Rico)
- Monument a Pau Casals (Barcelona)

### Premis
El 2017 la Generalitat de Catalunya va crear el Premi Pau Casals per distingir les personalitats rellevants de l'àmbit cultural català que hagin contribuït decisivament a la projecció exterior de la cultura.

## Premis i reconeixements

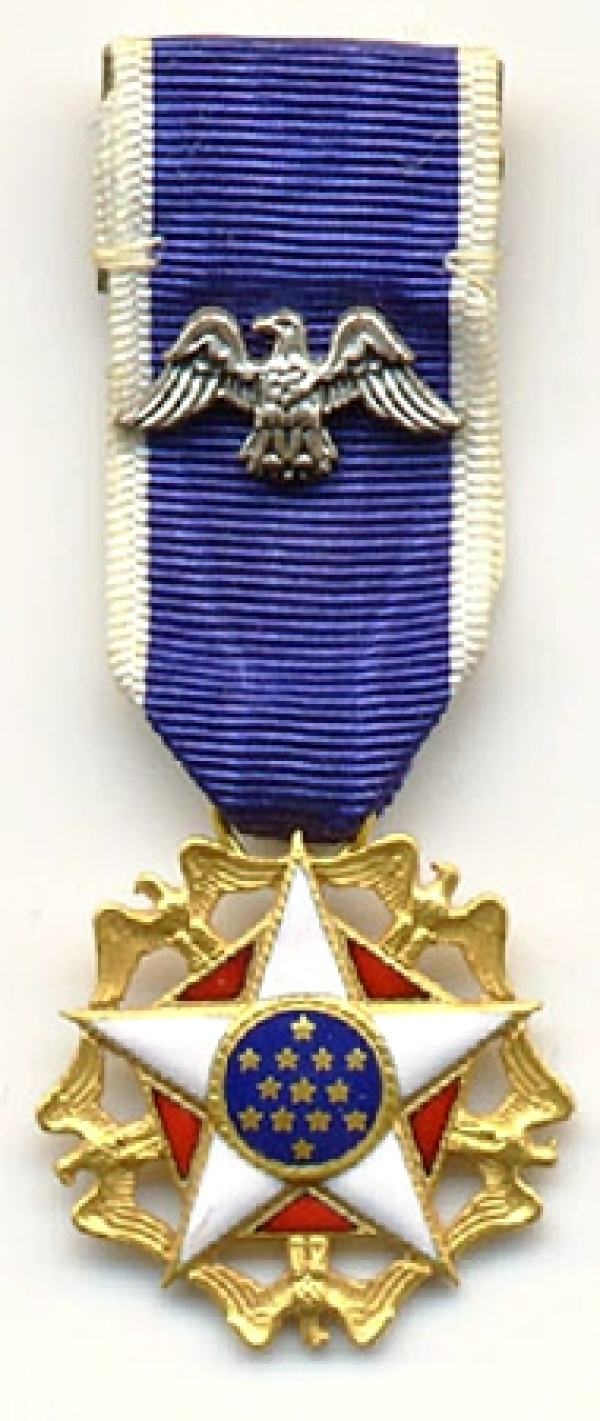
Medalla de la Llibertat concedida per John F. Kennedy a Pau Casals l'any 1963

- 14 de febrer de 1895 -  Cavaller de l'Orde d'Isabel la Catòlica
- 1902 - Gran creu de cavaller de la Reial Orde de Carles III
- 1926 - Fill predilecte del Vendrell
- 1945 - Ciutadà d'Honor de Perpinyà
- 1963 - Medalla de la Llibertat dels Estats Units
- 1971 - Medalla de la Pau, Nacions Unides
- 1979 - Medalla d'Or de la Generalitat de Catalunya (pòstuma)
- 1989 - Premi Grammy per tota la seva carrera (pòstum)

Segons la base de dades obertes de noms de carrers de 2021, hi ha uns 400 carrers o places a Catalunya dedicades a Pau Casals.

## Fons personal
El seu fons personal es conserva a l'Arxiu Nacional de Catalunya. El fons conté la documentació generada i aplegada per Pau Casals. Consta de documentació personal (documents identificatius, acadèmics, referits a l'administració del patrimoni, agendes i diaris personals) i documentació familiar (inclou documents de diferents familiars de Pau Casals, entre la qual destaca la de la seva mare, Pilar Defilló i la del seu germà Enric Casals). La documentació produïda en funció de la seva activitat professional com a músic sobresurt tant pel seu volum com pel seu contingut, hi trobem documents sobre concerts i festivals de Pau Casals i d'altres músics, de l'Orquestra Pau Casals i de l'Associació Obrera de Concerts, obra creativa i aliena, amb un ampli repertori de partitures (manuscrites i editades i amb anotacions personals). Del conjunt del fons sobresurt la correspondència, que recull l'àmplia gamma de relacions que Pau Casals va mantenir en els diversos àmbits de la cultura, la política i la societat coetànies. La documentació sobre la seva activitat associativa i política, relacionada, d'una banda, amb diverses institucions culturals i, d'altra banda, amb la Generalitat republicana, amb l'exili, amb diversos partits polítics, i amb l'ajut als refugiats polítics i les víctimes de la Guerra Civil. Pel que fa a l'activitat de representació del músic, el fons documenta actes protocol·laris (viatges i visites) en què va participar Pau Casals, però sobretot la seva projecció pública, que demostren els nombrosos homenatges, commemoracions, distincions, premis, entrevistes, obsequis, dedicatòries i invitacions, com també l'abundosa documentació bibliogràfica. I finalment, els recursos d'informació del fons, classificats com a obra aliena, dossiers temàtics, monografies, publicacions periòdiques, documentació impresa i reculls de premsa. El fons conté un dels testimonis més emblemàtics, la seva intervenció davant l'Assemblea General de les Nacions Unides, el 24 d'octubre de 1971, on va rebre la Medalla de la Pau, i va parlar al món del seu país interpretant El cant dels ocells.

## Col·lecció d'art
Casals s'afeccionà a les arts plàstiques des de força jove, i especialment durant el decenni dels vint i dels trenta anà reunint una important col·lecció d'art, en què hi havia regals d'artistes amics, però sobretot peces que ell adquiria a les galeries d'art i antiquaris de Barcelona (Sala Parés, Galeries Laietanes, Joan Merli, Syra, etc.). Especialment hi ha en la seva col·lecció peces d'artistes dels segles xix i xx, com els pintors Ramon Martí i Alsina, Francesc Torrescassana, Francesc Gimeno, Eugène Carrière, Darío de Regoyos, Ramon Casas, Joaquim Mir, Ramon Pichot, Ignacio Zuloaga, Lluïsa Vidal —que esdevindria cunyada seva—, Pere Creixams, Josep Mompou, Rafael Benet, Alfred Sisquella, Pere Elias i Sindreu o Josep Amat, i escultors com Josep Llimona i Josep Clarà —als que va fer encàrrecs monumentals específics—, Agustí Querol, Marià Benlliure, Josep Dunyach o Joan Rebull. Una part de la seva col·lecció estava dedicada a l'art d'una altra època i hi destaca una magnífica figura de santa del cercle de Francisco de Zurbarán, i un important conjunt mural de Francesc Pla «el Vigatà».
Amb l'exili la col·lecció s'estroncà, i tant a Prada com a Puerto Rico les adquisicions noves que feia foren menys premeditades. El conjunt pot admirar-se a la Vil·la Museu Pau Casals de Sant Salvador del Vendrell, que ell condicionà amb gran cura perquè esdevingués el seu sancta santorum i que no pogué continuar a causa dels esdeveniments polítics.